# لی‌لا لی
لی‌لا لی (انگلیسی: Lila Lee؛ ‏ ۲۵ ژوئیهٔ ۱۹۰۱ – ۱۳ نوامبر ۱۹۷۳) بازیگر اهل ایالات متحده آمریکا بود. وی بین سال‌های ۱۹۱۸ تا ۱۹۶۷ میلادی فعالیت می‌کرد.

## گزیده فیلم‌شناسی
- گرداب (۱۹۳۴)
- راه گریزی ندارم (۱۹۳۴)
- مزاحم (۱۹۳۳)
- گوریل (۱۹۳۰)
- پرواز (۱۹۲۹)
- نمایش نمایش‌ها (۱۹۲۹)
- مانع (۱۹۲۹)
- هالیوود (۱۹۲۳)
- خون و شن (۱۹۲۲)
- دیکتاتور (۱۹۲۲)
- گسولین گاس (۱۹۲۱)
- مشتاق ازدواج (۱۹۲۱)
- عضو معمولی باشگاه (۱۹۲۱)
- مرد و زن (۱۹۱۹)
- باغ اسرارآمیز (۱۹۱۹)